# Still It Cries
Still It Cries (S.I.C.) ist eine Melodic-Death-Metal-Band aus Monheim am Rhein, Deutschland. 

## Geschichte
Die Band wurde 1997 von Sänger und Leadgitarrist Matthias Kupka sowie vom damaligen Gitarristen Thomas Sonnenburg gegründet. Zu diesem Zeitpunkt bestand die Band aus Wassilios Simeonidis (Schlagzeug), Matthias Breddin (Keyboard), Christoph Breddin (Bass), Thomas Sonnenburg (Gitarre) und Matthias Kupka (Gitarre, Gesang). 
Die erste selbstbetitelte Aufnahme Still It Cries wurde im Jahre 1998 in Eigenregie aufgenommen und 1999 wegen der hohen Anfrage nachgemastert.
1999 startete Still It Cries mit The Lie in Beauty ihre erste richtige Veröffentlichung, allerdings immer noch in Eigenregie. Hiermit gelang der Band erstmals eine hohe Chartplatzierung unter den Top-5 bei MP3.com. Mitgründer Thomas Sonnenburg verließ die Band und wurde durch Thomas Seckler ersetzt.
Mit der Produktion der Mini-CD A Dedication im Jahre 2001 machte sich Still it Cries einen Namen im deutschen Metal-Underground. Christoph Breddin und Matthias Breddin verließen die Band. Als neuer Bassist kam Robert Schulz dazu.
Im Jahr 2002 kam Matthias Kohlen als „Session-Player“ (3. Gitarre) hinzu, verließ sie aber wieder. Zwar war Matthias Kohlen zu diesem Zeitpunkt an der Entstehung von As You Drown in Tears beteiligt, wurde im Album A Dedication jedoch nie namentlich benannt.
Im Jahre 2003 schloss die Band einen Plattenvertrag mit Twilight/Distribution ab und produzierte anschließend das Debütalbum A Dedication. 2004 gründete sich der Fanclub „Twisted Thoughts“.
Nach einigen Besetzungswechseln bestand die Band nun aus Matthias Kupka (Gitarre, Gesang), Robin Böhm (Gitarre), Lars Kappeler (Bass) und Wassilios Simeonidis (Schlagzeug).
Im Jahre 2005 produzierte Still It Cries das Nachfolgealbum Take Leave. Man spielte Gigs mit Bands wie Suidakra, Zeraphine, Agathodaimon und End of Green. Bandleader Matthias Kukpa trat 2004 bis 2006 der Band Suidakra bei, blieb jedoch weiterhin bei Still It Cries aktiv. Lars Kappeler (Bass) und Wassilios Simeonidis (Schlagzeug) verließen die Band; letzterer wurde durch DanToKa ersetzt.
Das Jahr 2007 wurde dem Songwriting für das kommende Album Alternative Dead End gewidmet. Im selben Jahr spielte Still It Cries mit Bands wie Graveworm, One Man Army and the Undead Quartet und Sub7even.
Als neue Bassistin kam nun Dilan alias „The Incredible Ran“ dazu. Im Januar 2008 trat Matthias der Band Emergency Gate als Leadsänger bei.
Aufgrund von musikalischen Differenzen entschied Matthias, sich von Robin, Dilan und DanToKa zu trennen, um mit Session-Musikern weiter zu arbeiten. Im Frühjahr 2009 kam es zu einem Comeback von DanToKa.

## Diskografie
- Still It Cries (1998/1999, Demoaufnahme, Eigenproduktion)
- The Lie in Beauty (1999, Eigenproduktion)
- A Dedication (Promo) (2001, Promoaufnahme, Eigenproduktion)
- A Dedication (2003, Twilight/Distribution)
- Take Leave (2005, Twilight/Distribution)